# Aida Mezerna
Aida Mezerna, née le 16 janvier 1986, est une judokate algérienne.

## Carrière
Aida Mezerna est membre de l'équipe d'Algérie de judo de 2005 à 2009. Au niveau international, elle est médaillée d'argent dans la catégorie des moins de 63 kg aux Championnats d'Afrique de judo 2009 à Maurice et médaillée d'or par équipes aux Championnats d'Afrique de judo 2008 à Agadir ainsi qu'aux Championnats d'Afrique de judo 2009.
Au niveau national, elle est championne d'Algérie junior des moins de 63 kg en 2005, championne d'Algérie des moins de 70 kg en 2007, championne d'Algérie des moins de 63 kg en 2008 et en 2009.